# 古鲁乃湖
古鲁乃湖也作吉尔乃湖、古日乃湖、古龙乃湖，是一个位于中国内蒙古自治区阿拉善盟额济纳旗东南部、东风镇古日乃嘎查（原古日乃苏木）以西的盐湖。湖面高程1170米，长46.5千米，最大宽25千米，面积42平方千米。盐湖东南为巴丹吉林沙漠，西北部为哈拉穆林戈壁荒漠。盐湖有天然碱、石盐和芒硝资源。